# Iglesia de San Jorge (Sanlúcar de Barrameda)
La Iglesia de San Jorge de Sanlúcar de Barrameda es un templo católico situado en el municipio español de Sanlúcar de Barrameda, en la andaluza provincia de Cádiz. Forma parte del Conjunto histórico-artístico y de la Ciudad-convento de Sanlúcar de Barrameda.
En 1517 la importante colonia de mercaderes ingleses que vivían en el municipio, que tenían cónsul propio y disfrutaban de privilegios fiscales, solicitaron al V duque de Medina Sidonia un lugar para fabricar a su costa una casa e iglesia, donde celebrar el culto y enterrar a aquellos compatriotas que fallecieran en Sanlúcar. El duque les concedió un solar junto a las atarazanas, donde la colonia edificó casa e iglesia.
La Cofradía de Ingleses fue muy influyente en la ciudad, participando en la procesión del Corpus Christi hasta 1590. Sin embargo, tras la Reforma anglicana, progresivamente fueron faltando en la ciudad mercaderes ingleses católicos. Por ello, en 1591 la iglesia y la casa de San Jorge pasaron a ser ocupadas por una congregación de sacerdotes católicos ingleses que, a la manera del Real Colegio de San Albano de Valladolid, actuaran como colegio o seminario para formar a sacerdotes ingleses en teología católica, combatir el anglicanismo y que ejercieran la hospitalidad con los pobres y los enfermos de esa nación.
El colegio, al frente del cual estaba un prepósito, debía financiarse con el dinero de los aranceles sobre las mercancías de los navíos ingleses que operaban en el puerto de Sanlúcar, pero fundamentalmente con las rentas de bienes propios de la fundación, ayudados por las limosnas de los duques de Medina Sidonia y de los comerciantes católicos ingleses e irlandeses; caso del terreno junto a la iglesia que en 1594 el VII duque de Medina Sidonia cedió al colegio para ampliar la vivienda y la donación del comerciante Antonio Butler de las casas contiguas de su propiedad. Este Colegio Inglés de San Jorge tuvo bastantes miembros hasta 1646.
La primitiva iglesia, construida en torno a 1517, se mantuvo hasta 1631, fecha en que ayudados por el VIII duque de Medina Sidonia y por el cabildo de la ciudad, iniciaron la construcción de una nueva, que dio problemas por ser demasiado ancha, por lo que tuvo que quitarse la cubierta y estrecharse la nave, quedando finalizada en torno a 1700.
La iglesia nueva se compone de una sola nave, con arco toral de entrada al altar mayor, adornado con un retablo realizado por Peter Relingh, que estaba presidido por una imagen de la Virgen traída de Nápoles. En su interior se encuentra también el Cristo de los Barqueros, de devoción marinera.
En 1987 el templo y las dependencias adyacentes fueron cedidas por la iglesia católica inglesa a la Hermandad de Nuestra Señora del Rocío, fundada en 1677 y que es una de las más antiguas de dicha advocación.